# Labastide-d’Armagnac
Labastide-d’Armagnac – miejscowość i gmina we Francji, w regionie Nowa Akwitania, w departamencie Landy.
Według danych na rok 1990 gminę zamieszkiwało 731 osób, a gęstość zaludnienia wynosiła 23 osób/km² (wśród 2290 gmin Akwitanii Labastide-d’Armagnac plasuje się na 559. miejscu pod względem liczby ludności, natomiast pod względem powierzchni na miejscu 257.).